# Pioneer 10
 Der er for få eller ingen kildehenvisninger i denne artikel, hvilket er et problem. Du kan hjælpe ved at angive troværdige kilder til de påstande, som fremføres i artiklen.

Pioneer 10 er et ubemandet rumfartøj, som blev opsendt 2. marts 1972 med det formål at observere planeten Jupiter fra nært hold for første gang. På Pioneer 10 er to såkaldte pioneerplader monteret med oplysninger til udenjordisk liv om dets oprindelse.

## Passage af asteroidebæltet
Samtidig var Pioneer 10 det første rumfartøj der passerede asteroidebæltet; før dette skete vidste ingen om det var muligt for et fartøj at krydse dette område uden sammenstød. På bagsiden af Pioneer 10s store parabolantenne (ses øverst på billedet til højre) findes adskillige sensorer til at registrere kollisioner med støvpartikler og objekter indtil omtrent sandkorn-størrelse.

## Jupiter-passagen
Den 3. december 1973 sendte Pioneer 10 de første nærbilleder af Jupiter. Jupiter omgives af et område med stærk partikelstråling, og en af Pioneer 10's opgaver var at undersøge hvilken virkning denne stråling har på elektronikken i et rumfartøj: Denne stråling voldte en del problemer, bl.a. var det svært at undgå at Pioneer blev "forstyrret" af støjen fra strålingen mens den var ved at sende billeder til Jorden pr. radio. Da fartøjet kom indenfor "synsvidde" af Jupiter-månen Io, kunne man af samme grund ikke få billeder derfra. Senere rumflyvninger til Jupiter har siden haft gavn af de erfaringer man fik fra Pioneer 10-flyvningen.
Pioneers kamera var forholdsvis simpelt sammenlignet med de kameraer der siden er brugt på andre flyvninger til Jupiter; f.eks. har Pioneer kun to farvefiltre, så derfor kan man ikke danne farvebilleder med naturtro farver ud fra det billedmateriale fartøjet har sendt.

## Pioneers videre færd
Den 13. juni 1983 passerede Pioneer 10 Neptuns omløbsbane omkring Solen — på grund af Plutos temmelig langstrakte omløbsbane var Neptun på det tidspunkt Solsystemets yderste planet. Pioneer var for en tid det menneskeskabte objekt der var længst væk fra Solen, indtil Voyager 1 den 17. februar 1998 nåede ud i en større afstand.
Pr. 30. december 2005 befandt Pioneer 10 sig 89,7 astronomiske enheder fra Solen, og fortsætter sin færd væk fra Solsystemet i retning mod stjernen Aldebaran i stjernebilledet Tyren — den forventes at nå dertil om mere end 2 millioner år. Fartøjet er udrustet med en tavle der viser evt. fremmede livsformer i universet hvordan mennesker af begge køn ser ud, sammen med en stiliseret tegning af fartøjet selv som "målestok". Desuden viser tavlen hvor fartøjet kom fra, og hvilken rute det fulgte på sin vej ud af Solsystemet.
Den 7. februar 2003 var sidste gang man var i radioforbindelse med sonden.

## Pioneer-anomalien
Mens Pioneer 10 samt søsterfartøjet Pioneer 11 var mellem 20 og 70 astronomiske enheder fra Solen, har man ud fra radiosignalerne fra begge fartøjer kunnet konstatere, at de "bremser" lidt hurtigere op, end hvad tyngdekraften fra Solen og planeterne kan forklare: Der synes at være en ganske svag "mystisk kraft" der søger at trække fartøjet tilbage mod Solen med en acceleration på (8,74 ±1,33) · 10−10 m/s². En teori går på at en ganske lille utæthed i brændstofsystemet til manøvrerings-raketmotorer sender gas ud "fremad" i bevægelsesretningen, men da man ikke har kunnet påvise en forklaring, er der stigende interesse for fænomenet, som har fået betegnelsen Pioneer anomalien.

## Fodnoter
1. ↑  Five spacecraft escaping the Solar System Arkiveret 27. april 2007 hos  Wayback Machine (engelsk)

- Wikimedia Commons har flere filer relateret til Pioneer 10